# Dolophilodes shurabica
Dolophilodes shurabica là một loài Trichoptera hóa thạch trong họ Philopotamidae.